# 新宮良平
新宮 良平（しんぐう りょうへい、1983年 - ）は、日本の映像ディレクター。ミュージック・ビデオやCMなどの演出を手がけている。

## 人物
京都府出身。慶應義塾大学環境情報学部卒業。PYRAMID FILM INC.、EPOCH Inc.を経て、2022年6月よりBABEL LABEL所属。
BNN映像作家100人2015選出。
MVA 2015 BEST VIDEOS 50  選出。
MTV VMAJ2015 Best new Artist Video 受賞。
MTV VMAJ2018 Best Group Video 受賞。
MTV VMAJ2019 Best Group Video 受賞。
MTV VMAJ2021 Best Dance Video  受賞。
MTV VMAJ2021 Best Art Direction Video  受賞。
MTV VMAJ2023 Best Alternative Video  受賞。

## 作品

### テレビドラマ
- 社内マリッジハニー（2020年）

### ミュージックビデオ
- 4s4ki「survival dAnce」[3]
- A.F.R.O「冬の贈り物」
- amazarashi「スワイプ」
- 安室奈美恵「Hero」「Dear Diary」
- =LOVE「絶対アイドル辞めないで」「とくべチュ、して」
- 稲葉浩志「念書」
- HKT48「ハワイへ行こう」
- AKB48「お姉さんの独り言」「2016年のInvitation」「清純タイアド」
- X21「明日への卒業」「恋する夏!」「ハッピーアプリ」
- Aimer「Brave Shine」
- 関ジャニ∞「パノラマ」
- KEYTALK「MURASAKI」
- Kis-My-Ft2「Gravity」「YES! I SCREAM」「Sha la la☆Summer Time」「Tonight」「EXPLODE」「A10TION」「Loved One」
- 吉川友「ここから始まるんだ!」
- 欅坂46「語るなら未来を…」「二人セゾン」「不協和音」「風に吹かれても」「ガラスを割れ!」「アンビバレント」「黒い羊」
- KOTOKO「My Les」
- 櫻坂46「マモリビト」「君がサヨナラ言えたって・・・」
- THE TURTLES JAPAN「It's Alright!」
- 椎名ぴかりん「リアルリア充(仮)」
- JO1「REAL」「With Us」
- 塩ノ谷早耶香「Snow Flakes Love」
- GENIC「FUN!FUN!FUN!」
- Snow Man「BREAKOUT」
- J.A.M「産業革命」
- SEKAI NO OWARI 「LOVE SONG」
- TANAKA ALICE「A BIG GIRL DONT CRY」
- 東京女子流「Never ever」
- ≒JOY「初恋シンデレラ」
- NEWS「SEVEN COLORS」「チュムチュム」
- KNOCK OUT MONKEY「How long?」「RIOT」
- HIDER「SB」
- BACK-ON「ニブンノイチ」
- 日向坂46「ってか」[4]
- 平手友梨奈「ダンスの理由」「かけがえのない世界」「ALL I WANT」
- V6「Sky's The Limit」
- flumpool「ビリーバーズ・ハイ」
- 僕が見たかった青空「卒業まで」「暗闇の哲学者」
- ポルノグラフィティ「Ohhh!!! HANABI」
- WHITE SCORPION「Satisfaction graffiti」
- MISIA「オルフェンズの涙」
- miwa「君に出会えたから」
- Mrs. GREEN APPLE「Magic」
- 矢沢洋子「ROSY」
- ゆず「ビューティフル」
- 吉本坂46「泣かせてくれよ」「やる気のない愛をThank you！」
- 火箭少女101 「風」
- 和楽器バンド「オキノタユウ」
- ONE OK ROCK「Mighty Long Fall」「Cry out」

### CM
- ABC-MART/adidas climacool「その足下」篇 TV-CM
- クラッシュオブキングス TVCM「キングコブラ篇/キングサーモン篇/キングペンギン篇」
- SAMANTHA TVCM / 三代目 J Soul Brothers「時を刻む。SAMANTHA」編
- Samantha Vega / meets E-girls 〜ガーデン編〜 TVCM
- ソルマック5 TVCM / 「宴席の前口上」篇
- バンドリ! ガールズバンドパーティ! / 飯豊まりえ×残酷な天使のテーゼ篇 TVCM
- PlayStation Vita ／ The Back Side of Remote Play
- ポケットモンスター / Let's Go! ピカチュウ・Let's Go! イーブイ 劇場用CM
- Pokémon GO - More Pokémon, More Adventure. Now with Dynamic Weather Gameplay!
- Pokemon GO - 「佐藤健、はじめての交換」篇 TVCM
- 本格幻想RPG陰陽師「誘いの心音」TVCM
- マイティアCL / 「ソング」篇 TVCM
- マイティアCL / 「どっちのクール？」篇 TVCM
- McDonald's / 「マックフルーリー ブラックサンダー 電撃参戦」篇 TVCM
- McDonald's / 「マックフルーリー ブラックサンダー 電撃復活」篇 TVCM
- 名探偵ピカチュウ 〜新コンビ誕生〜 TVCM
- 名探偵ピカチュウ / 「事件現場」篇 TVCM
- ヤクルト / タフマン リフレッシュ「ダンス」篇 TVCM
- UHA味覚糖 / e-maのど飴 TV-CM 「重力ダンス」篇
- UHA味覚糖 / ぷっちょ「ぷっちょあーん」篇 TVCM
- ユニ・チャーム / Sofy 超熟睡安心裤 TVCM
- ユニ・チャーム / Sofy 超熟睡系列 TVCM
- 楽天カード TVCM / 「新・カンタン申込み篇」
- 楽天カードマン TVCM「楽天パンダマン」篇
- LOTTE / クランキー 「怪盗クランキーVS名探偵ねる」篇 TVCM
- 「ONE PIECE BURNING BLOOD」 Web-CM&TV-CM

### その他
- 関東自動車大学校 REDLINE
- NANOUNIVERSE SUMMER COLLECTION2013
- AMAZING NIGHT for the 43rd Tokyo Motor Show 2013
- 「第64回NHK紅白歌合戦」（2013年） 水樹奈々 / T.M.Revolution
- MVA – SPACE SHOWER MUSIC VIDEO AWARDS
- リサとガスパールタウン プロジェクションマッピング’14 / 富士急ハイランド
- SCEJA Press Conference 2014 ED映像
- ゲスの極み乙女。ステーションID「MUSIC MOMENT」
- PlatinumGames Inc. recruit movie 2015
- Yahoo!検索 「One O’clock」 スペシャルムービー
- 資生堂 INTEGRATE / ウィンクでスマイル！マツイクダンス Webムービー
- Toyota New Global Architecture Concept movie (東京モーターショー2015)
- NHK大河ドラマ「真田丸」オープニングタイトル
- STYLE meets STYLES – 霧ヶ峰Style × 東京スカパラダイスオーケストラ
- ハーゲンダッツ『メゾンハーゲンダッツ 〜8つのしあわせストーリー〜』（YouTube配信ドラマ）